# Аппер-Кламат
Аппер-Кламат (англ. Upper Klamath Lake) — озеро в США, располагается в округе Кламат на юге штата Орегон. Относится к бассейну реки Кламат. Сток через протоку Линк в озеро Эвауна зарегулирован плотиной, построенной в 1917 году Бюро мелиорации США.
Объём воды — 1,049 км³. Площадь поверхности — 249,06 км². Площадь водосборного бассейна — 9868 км².
Аппер-Кламат является самым большим пресноводным озером штата Орегон и одним из крупнейших в США.
Озеро находится на восточных склонах южной оконечности Каскадных гор, простираясь к северо-западу от города Кламат-Фолс на высоте 1264 м над уровнем моря.
В озеро впадает река Уильямсон.